# Ouette ouette
Ouette ouette es una especie de arañas araneomorfas de la familia Ochyroceratidae.

## Distribución geográfica
Es endémica de Silhouette (Seychelles).